# Yeongam-eup
Yeongam-eup (koreanska: 영암읍)  är en köping i kommunen Yeongam-gun i provinsen Södra Jeolla i den sydvästra delen av Sydkorea, 310 km söder om huvudstaden Seoul. Det är den administrativa huvudorten i kommunen.